# Jugoton
Jugoton est la première maison de disques établie sur le territoire de l'ex-Yougoslavie, autrefois située à Zagreb. Elle a été fondée le 10 juillet 1947.

## Histoire

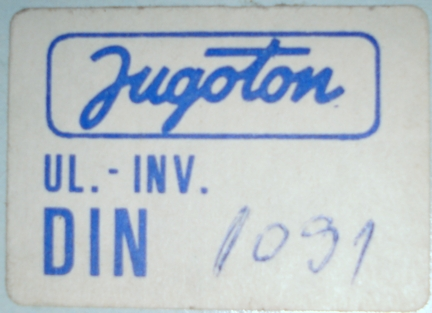
Logo des années 1980 avec prix de la plaque.

Jugoton a été fondé le 10 juillet 1947 à Zagreb. Le label sort son premier album la même année, un single avec le numéro de catalogue J-1001, sur lequel figurent deux chansons dalmates Ti tuvoji zubići et Jedan mali brodić interprétées par le groupe. À cette époque, Jugoton produisait de la mercerie et des emballages cosmétiques, et son nom complet était « Usine de disques et d'accessoires pour phonographes, et mercerie en matières plastiques ». Dès la première année de son existence, 33 000 disques phonographiques ont été produits. Moins d'une décennie plus tard, en 1956 l'assortiment a été complété par des disques vinyles (disques LP d'un diamètre de 25 centimètres), et la même année, ils ont publié les premiers disques de musique folklorique et le premier disque solo de musique populaire, avec le titre Pjeva vam Ivo Robić.
Jugoton signe les premiers accords de licence avec des maisons d'édition étrangères, et commence à publier des albums de musiciens étrangers, parmi lesquels Elvis Presley, The Beatles, Rolling Stones, Madonna, U2, David Bowie, Juritmix, Kate Bush, Kraftwerk, Queen, Deep Violet, Pink Floyd et Iron Maiden.
Jugoton a sorti de nombreux albums de groupes de musique populaire de l'ex-Yougoslavie, dont Bijelo dugme, Azra, Električni Orgazam, Idoli, Haustor et le groupe Leb i Sol, et le premier album de rock national, Naši dani, sorti en novembre 1968, a été enregistré par Grupa 220. Au début des années 1970, la production d'albums d'auteurs locaux augmente et Drago Mlinarec sort ses disques en soliste en 1971 an, et les bandes YU Grupa et Time en 1972.

### Concurrence
Sur le territoire de l'ex-Yougoslavie, il y avait plusieurs autres maisons de disques, fondées en concurrence avec Jugoton, entre autres : PGP RTB de Belgrade (qui deviendra plus tard PGP RTS), Diskoton de Sarajevo et ZKP RTLJ de Ljubljana.

### Croatia Records
Après l'éclatement de la Yougoslavie, Jugoton est rebaptisé Croatia Records en 1990, du fait de sa nouvelle appartenance à la Croatie. Peu de temps après, l'usine est privatisée et l'un des nouveaux copropriétaires devient le compositeur Đorđe Novković.
La bibliothèque sonore de la maison de disques contient plus de 70 000 enregistrements musicaux et 14 000 supports sonores avec des compositions d'auteurs de toutes les républiques de l'ex-Yougoslavie.

## Artistes et groupes
- Aerodrom
- Ansambel bratov Avsenik
- Silvana Armenulić
- Atomi
- Azra
- Đorđe Balašević
- Bele Vrane
- Beograd
- Halid Bešlić
- Bezobrazno Zeleno
- Bijele Strijele
- Bijelo Dugme
- Biseri
- Borghesia
- Bulevar
- Cacadou Look
- Crni Biseri
- Crvena jabuka
- Crveni Koralji
- Zdravko Čolić
- Dah
- Daltoni
- Dʼ Boys
- Delfini (Split band)
- Delfini (Zagreb band)
- Devil Doll
- Divlje jagode
- Dorian Gray
- Dubrovački trubaduri
- Du Du A
- Dino Dvornik
- Električni Orgazam
- Faraoni
- Film
- Garavi Sokak
- Griva
- Grupa Marina Škrgatića
- Grupa 220
- Hari Mata Hari
- Haustor
- Hobo
- Idoli
- Indexi
- Ibrica Jusić
- Tereza Kesovija
- Kontraritam
- Korni Grupa
- Laboratorija Zvuka
- Laki Pingvini
- Leb i Sol
- Josipa Lisac
- Oliver Mandić
- Đorđe Marjanović
- Srđan Marjanović
- Seid Memić
- Slađana Milošević
- Zana Nimani
- Oko
- Opus
- Osmi Putnik
- Parni Valjak
- Partibrejkers
- Pekinška Patka
- Petar i Zli Vuci
- Plavi orkestar
- Prljavo Kazalište
- Profili Profili
- Rani Mraz
- Riblja Čorba
- Rokeri s Moravu
- Sanjalice
- September
- Slomljena Stakla
- Ivica Šerfezi
- Srebrna Krila
- S Vremena Na Vreme
- Šarlo Akrobata
- Tajči
- Time
- Neda Ukraden
- U Škripcu
- YU Grupa
- Zabranjeno Pušenje
- Zana
- Zlatni Dečaci
- Zlatni Prsti
- Žeteoci